# Парсела Нумеро Дијез, Ехидо Насионалиста Ранчо Ескобар (Енсенада)
Парсела Нумеро Дијез, Ехидо Насионалиста Ранчо Ескобар (шп. Parcela Número Diez, Ejido Nacionalista Rancho Escobar) насеље је у Мексику у савезној држави Доња Калифорнија у општини Енсенада. Насеље се налази на надморској висини од 13 м.

## Становништво
Према подацима из 2010. године у насељу је живело 6 становника.

### Хронологија
| Година       | 2000         | 2005         | 2010 |
| ------------ | ------------ | ------------ | ---- |
| Становништво | 53 (23 / 30) | 61 (29 / 32) | 6    |

### Попис
| # | Индикатор                     | Вредност |
| - | ----------------------------- | -------- |
| 1 | Укупно домаћинстава           | 3        |
| 2 | Укупно насељених домаћинстава | 2        |
| 3 | Величина локације             | 1        |